# Zagrilla Alta
Zagrilla Alta es un núcleo de población español del municipio de Priego de Córdoba, perteneciente a la provincia de Córdoba, en la comunidad autónoma de Andalucía. En 2023, el núcleo de población tenía empadronados 163 habitantes.